# Acacia adhaerens
Acacia adhaerens é uma espécie de leguminosa do gênero Acacia, pertencente à família Fabaceae.